# Carli Lloyd
Carli Anne Lloyd (n. 16 iulie 1982, Delran Township⁠(d), New Jersey, SUA) este o jucătoare americană de fotbal, care evoluează la clubul Sky Blue FC și la echipa națională a Statelor Unite ale Americii. 
În 2015, a devenit prima jucătoare care a marcat un hat-trick într-o finală de campionat mondial, fiind desemnată atunci și MVP-ul ei. 
Lloyd a fost desemnată și cea mai bună jucătoare din lume în 2015 și 2016 (FIFA Women's Player of the Year). Ea a mai fost nominalizată și în 2017, când s-a clasat pe locul 2. Carli Lloyd a primit în 2008 și 2015 premiul U.S. Soccer Athlete of the Year, echivalent cu distincția de cea mai buna jucătoare de fotbal a Statelor Unite.